# Peschiera del Garda
Peschiera del Garda (Latin: Ardelica, Arilica và Ariolica), là một thị trấn và đô thị nằm ở tỉnh Verona trong vùng Veneto của Ý. Khi Vương quốc Lombardia–Veneto nằm dưới sự cai trị của đế quốc Áo, Peschiera là chốt chặn phía tây bắc của chuỗi bốn thị trấn kiên cố cấu thành tứ giác Quadrilatero. Pháo đài của nó nằm trên một hòn đảo nhìn ra sông Mincio tại cửa ra từ Hồ Garda.
Thị trấn được bao quanh bởi hệ thống phòng thủ lớn của Cộng hòa Venezia đã được UNESCO công nhận là Di sản thế giới như là một phần của Công trình phòng thủ Venetian giữa thế kỷ 15 và 17: Stato da Terra – Tây Stato da Mar kể từ ngày 9 tháng 7 năm 2017.